# Look Up
Look Up ist das 38. Album beziehungsweise das 21. Studioalbum von Ringo Starr nach der Trennung der Beatles. Es wurde am 10. Januar 2025 in Großbritannien, Deutschland und den USA veröffentlicht.

## Entstehungsgeschichte

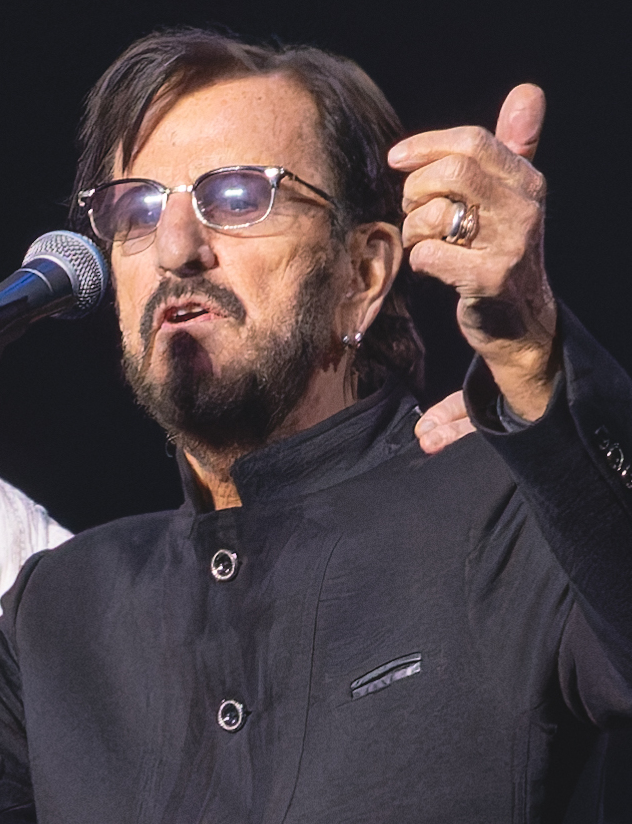
Ringo Starr, Dezember 2024

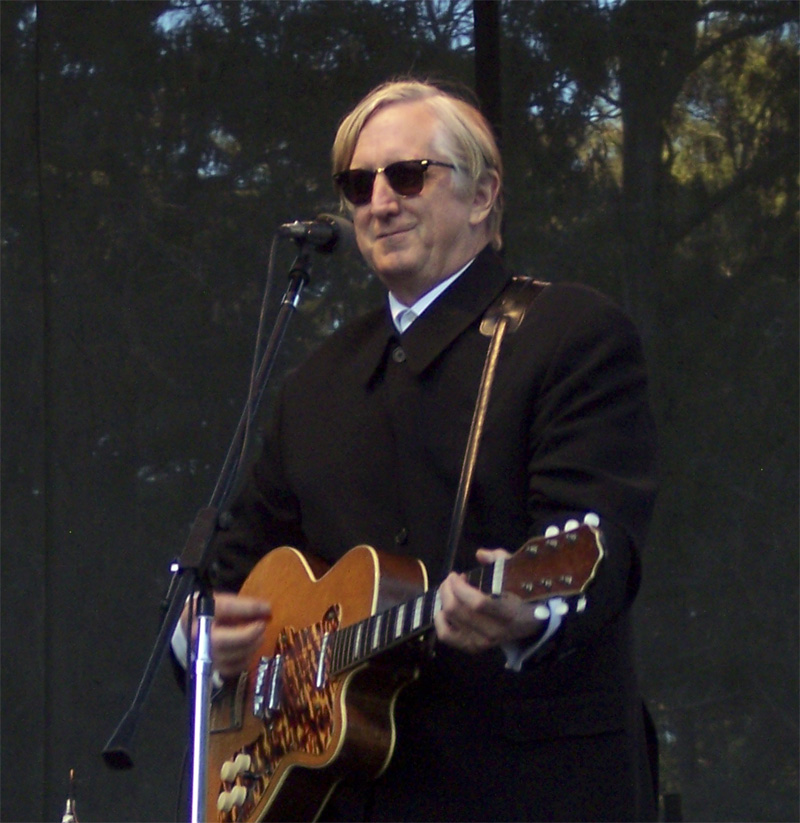
T Bone Burnett (2007)

Seit der Veröffentlichung seines 2019er Studioalbums What’s My Name erschienen von Ringo Starr fünf EPs, die zwischen vier und fünf Lieder enthalten. Die ursprüngliche Idee von Starr, keine Alben mehr aufzunehmen, wurde mit Look Up, seinem zweiten Country-Album nach dem 1970er Beaucoups of Blues, verworfen. Ringo Starr sagte über Country-Musik: „Ich war etwa 17, als ich es zum ersten Mal hörte, und ich liebte Country-Musik.“
Mit T Bone Burnett, den Ringo Starr schon seit den 1970er kannte, übernahm die Produktion ein bekannter Musiker, der Verbindung zur Country-Musik hat, ähnlich wie schon bei Beaucoups of Blues. T Bone Burnett engagierte weitere bekannte Country Musiker wie Billy Strings, Molly Tuttle, Lucius, Larkin Poe und Alison Krauss, die Ringo Starr musikalisch begleiteten.
Die Idee zum Album entstand nach einem zufälligen Treffen zwischen Starr und Burnett im November 2022 in Los Angeles bei einer Buchvorstellung für Olivia Harrison im Sunset Marquis, wo Ringo Starr Burnett bat, einen Song für eine EP zu schreiben, die er gerade aufnahm. Burnett schrieb stattdessen neun Lieder, die alle im Country-Stil gehalten waren. Starr sagte dazu: „Ich hatte zu der Zeit EPs gemacht und dachte, wir würden eine Country-EP machen – aber als er mir neun Songs brachte, wusste ich, dass wir ein Album machen mussten!“
T Bone Burnett sagte über seine Motivation mit Starr zusammenzuarbeiten: „Ich liebe Ringo Starr und sein Spiel, seinen Gesang und seine Ästhetik, solange ich denken kann oder erinnere. Diese Musik mit ihm machen zu können war so etwas wie die Verwirklichung eines 60-jährigen Traums, den ich gelebt habe. Nichts von dem, was ich in meinem langen Musikleben gemacht habe, wäre ohne ihn und seine Band möglich gewesen. Dieses Album ist unter anderem eine Möglichkeit, mich für alles zu bedanken, was er mir und uns gegeben hat.“
Die Studioaufnahmen erfolgten in mehreren Studios in Nashville. Die Gesangs- und Schlagzeugaufnahmen von Ringo Starr erfolgten in dem Rocca Bella Studio' das sich in seinem Gästehaus in Los Angeles befindet. Von den neun Burnett-Songs nahm Starr acht auf, zwei weitere stammen von Billy Swan und einer von Starr und Bruce Sugar. Die meisten Tracks wurden in nur zwei Takes aufgenommen. Laut Aussage von Starr nahm er die Schlagzeugparts von vier Liedern in nur 45 Minuten auf. Die exakten Aufnahmezeiten für das Album Look Up sind nicht dokumentiert.
Look Up ist das zwölfte Album/EP von Ringo Starr, das bei Universal erschien.
Am 15. Januar 2025 trat Ringo Starr im Ryman Auditorium in Nashville auf um sein neues Album zu promoten; als musikalische Gäste traten Mickey Guyton, Molly Tuttle, Sheryl Crow, Jack White, Jim Keltner, Dennis Crouch, Paul Franklin, Dave Mansfield, Daniel Tashian und T Bone Burnett auf.

## Covergestaltung
Das Cover, entworfen von Karen Naff, zeigt als Schwarzweißfotografie Ringo Starr mit einem weißen Cowboyhut. Der CD liegt ein bebildertes sechszehnseitiges Begleitheft bei, das Informationen zum Album und ein Vorwort von Elvis Costello enthält. Das Coverfoto stammt von Dan Winters.

## Titelliste
1. Breathless (T Bone Burnett) – 3:02
featuring Billy Strings
2. Look Up (Daniel Tashian / T Bone Burnett) – 3:10
featuring Molly Tuttle
3. Time on My Hands (Paul Kennerly / Daniel Tashian / T Bone Burnett) – 3:59
4. Never Let Me Go (T Bone Burnett) – 3:55
featuring Billy Strings
5. I Live for Your Love (Billy Swan / T Bone Burnett) – 2:59
featuring Molly Tuttle
6. Come Back (T Bone Burnett) – 2:49
featuring Lucius
7. Can You Hear Me Call (T Bone Burnett) – 2:53
featuring Molly Tuttle
8. Rosetta (T Bone Burnett) – 3:45
featuring Billy Strings & Larkin Poe
9. You Want Some (Billy Swan) – 3:03
10. String Theory (Daniel Tashian / T Bone Burnett) – 3:36
featuring Molly Tuttle & Larkin Poe
11. Thankful (Richard Starkey a / Bruce Sugar) – 3:38
featuring Alison Krauss

## Singleauskopplungen
Als Singleauskopplungen erschienen am 18. Oktober 2024 Time on My Hands, am 15. November 2024 Thankful  und Look Up mit Musikvideo am 10. Januar 2025 als Download-Singles.

## Chartplatzierungen
Das Album erreichte Platz 14 in Deutschland, damit ist Look Up das höchstplatzierte Album von Ringo Starr in Deutschland. Darüber hinaus erreichte das Album Platz 35 in Japan.
| ChartsChartplatzierungen       | Höchstplatzierung | Wochen |
| ------------------------------ | ----------------- | ------ |
| Deutschland (GfK)              | 14 (1 Wo.)        | 1      |
| Österreich (Ö3)                | 14 (1 Wo.)        | 1      |
| Schweiz (IFPI)                 | 7 (3 Wo.)         | 3      |
| Vereinigte Staaten (Billboard) | 147 (1 Wo.)       | 1      |
| Vereinigtes Königreich (OCC)   | 79 (1 Wo.)        | 1      |

## Sonstiges
Eine Veröffentlichung als LP erfolgte wie bei den Vorgängeralben What’s My Name, Give More Love, Y Not, Ringo 2012 und Postcards from Paradise. Das Album wurde zusätzlich auch auf weißem Vinyl veröffentlicht. Die Standard-CD erschien mit weißem Tray. Die Labelseite der CD zeigt ein Peace-Zeichen.